# Ulugʻbek Rashitov
Ulugʻbek Ismatullayevich Rashitov (ur. 23 marca 2002) – uzbecki zawodnik taekwondo, mistrz olimpijski z Tokio i z Paryża.

## Życiorys
Urodził się 23 marca 2002 roku. W 2021 w barwach Uzbekistanu wziął udział w Letnich Igrzyskach Olimpijskich 2020 w Tokio, gdzie wystartował w kategorii wagowej do 68 kg, w której to zdobył złoty medal. Jego medalem był pierwszym medalem Uzbekistanu na tych igrzyskach olimpijskich oraz pierwszym medalem dla Uzbekistanu w taekwondo w historii.
W 2023 roku zdobył brązowy medal na Mistrzostwach Świata w Taekwondo w Baku.